# Владо Шола
Владо Шола  (хорв. Vlado Šola, 17 листопада 1968) — хорватський гандболіст, олімпійський чемпіон.

## Виступи на Олімпіадах
| Олімпіада  | Дисципліна | Місце |
| ---------- | ---------- | ----- |
| Афіни 2004 | гандбол    | 1     |